# Vĩnh Tĩnh
Vĩnh Tĩnh (chữ Hán phồn thể:永靖縣, chữ Hán giản thể: 永靖县) là một huyện thuộc châu tự trị dân tộc Hồi Lâm Hạ, tỉnh Cam Túc, Cộng hòa Nhân dân Trung Hoa. Huyện này có diện tích 1864 km², dân số năm 2004 là 200.000 người, mã số bưu chính là 731600. Huyện lỵ đóng ở trấn Lưu Gia Hiệp. Về mặt hành chính, huyện được chia thành 2 trấn, 17 hương.
- Trấn: Lưu Gia Hiệp và Diêm Oa.
- Hương: Lưu Gia Hiệp, Tam 塬, Hiện 塬, Quan Sơn, Từ Đỉnh, Trần Tỉnh, Tam Điều Hiện, Bình Câu, Đọan Lĩnh, Vương Bình, Tân Tự, Xuyên Thành, Tiểu Lĩnh, Vương Đài, Hồng Tuyền và Dương Tháp.

## Khí hậu
| Dữ liệu khí hậu của Vĩnh Tĩnh            | Dữ liệu khí hậu của Vĩnh Tĩnh | Dữ liệu khí hậu của Vĩnh Tĩnh | Dữ liệu khí hậu của Vĩnh Tĩnh | Dữ liệu khí hậu của Vĩnh Tĩnh | Dữ liệu khí hậu của Vĩnh Tĩnh | Dữ liệu khí hậu của Vĩnh Tĩnh | Dữ liệu khí hậu của Vĩnh Tĩnh | Dữ liệu khí hậu của Vĩnh Tĩnh | Dữ liệu khí hậu của Vĩnh Tĩnh | Dữ liệu khí hậu của Vĩnh Tĩnh | Dữ liệu khí hậu của Vĩnh Tĩnh | Dữ liệu khí hậu của Vĩnh Tĩnh | Dữ liệu khí hậu của Vĩnh Tĩnh |
| Tháng                                    | 1                             | 2                             | 3                             | 4                             | 5                             | 6                             | 7                             | 8                             | 9                             | 10                            | 11                            | 12                            | Năm                           |
| ---------------------------------------- | ----------------------------- | ----------------------------- | ----------------------------- | ----------------------------- | ----------------------------- | ----------------------------- | ----------------------------- | ----------------------------- | ----------------------------- | ----------------------------- | ----------------------------- | ----------------------------- | ----------------------------- |
| Cao kỉ lục °C (°F)                       | 14.7 (58.5)                   | 21.2 (70.2)                   | 30.2 (86.4)                   | 33.3 (91.9)                   | 33.9 (93.0)                   | 36.8 (98.2)                   | 40.7 (105.3)                  | 36.5 (97.7)                   | 33.6 (92.5)                   | 27.8 (82.0)                   | 22.3 (72.1)                   | 15.6 (60.1)                   | 40.7 (105.3)                  |
| Trung bình ngày tối đa °C (°F)           | 3.1 (37.6)                    | 7.5 (45.5)                    | 13.8 (56.8)                   | 20.3 (68.5)                   | 24.3 (75.7)                   | 27.6 (81.7)                   | 29.4 (84.9)                   | 28.0 (82.4)                   | 22.9 (73.2)                   | 17.3 (63.1)                   | 10.9 (51.6)                   | 4.4 (39.9)                    | 17.5 (63.4)                   |
| Trung bình ngày °C (°F)                  | −4.6 (23.7)                   | −0.2 (31.6)                   | 6.1 (43.0)                    | 12.4 (54.3)                   | 16.7 (62.1)                   | 20.3 (68.5)                   | 22.1 (71.8)                   | 20.8 (69.4)                   | 16.0 (60.8)                   | 9.9 (49.8)                    | 2.8 (37.0)                    | −3.3 (26.1)                   | 9.9 (49.8)                    |
| Tối thiểu trung bình ngày °C (°F)        | −9.9 (14.2)                   | −5.9 (21.4)                   | 0.0 (32.0)                    | 5.6 (42.1)                    | 9.9 (49.8)                    | 14.0 (57.2)                   | 16.2 (61.2)                   | 15.3 (59.5)                   | 11.2 (52.2)                   | 4.8 (40.6)                    | −2.5 (27.5)                   | −8.4 (16.9)                   | 4.2 (39.6)                    |
| Thấp kỉ lục °C (°F)                      | −20.1 (−4.2)                  | −16.8 (1.8)                   | −12.7 (9.1)                   | −4.9 (23.2)                   | −0.3 (31.5)                   | 6.3 (43.3)                    | 8.1 (46.6)                    | 6.6 (43.9)                    | 1.8 (35.2)                    | −6.4 (20.5)                   | −12.1 (10.2)                  | −17.8 (0.0)                   | −20.1 (−4.2)                  |
| Lượng Giáng thủy trung bình mm (inches)  | 0.9 (0.04)                    | 1.1 (0.04)                    | 3.6 (0.14)                    | 18.4 (0.72)                   | 34.4 (1.35)                   | 39.7 (1.56)                   | 66.2 (2.61)                   | 63.0 (2.48)                   | 38.7 (1.52)                   | 18.2 (0.72)                   | 1.5 (0.06)                    | 0.4 (0.02)                    | 286.1 (11.26)                 |
| Số ngày giáng thủy trung bình (≥ 0.1 mm) | 1.7                           | 1.9                           | 3.1                           | 5.5                           | 8.9                           | 10.9                          | 12.1                          | 11.3                          | 11.2                          | 7.6                           | 1.6                           | 0.8                           | 76.6                          |
| Số ngày tuyết rơi trung bình             | 4.2                           | 4.5                           | 4.1                           | 0.9                           | 0.1                           | 0                             | 0                             | 0                             | 0                             | 1.0                           | 2.6                           | 2.6                           | 20                            |
| Độ ẩm tương đối trung bình (%)           | 55                            | 50                            | 45                            | 44                            | 51                            | 57                            | 63                            | 68                            | 73                            | 69                            | 62                            | 59                            | 58                            |
| Số giờ nắng trung bình tháng             | 172.4                         | 179.2                         | 205.9                         | 224.6                         | 238.0                         | 227.5                         | 233.3                         | 221.7                         | 171.8                         | 176.8                         | 177.6                         | 178.7                         | 2.407,5                       |
| Phần trăm nắng có thể                    | 55                            | 58                            | 55                            | 57                            | 54                            | 52                            | 53                            | 54                            | 47                            | 51                            | 58                            | 59                            | 54                            |
| Nguồn: Cục Khí tượng Trung Quốc          |                               |                               |                               |                               |                               |                               |                               |                               |                               |                               |                               |                               |                               |